# Q4OS
Q4OS je distribuce Linuxu založená na distribuci Debian. Systém má nízké hardwarové nároky i díky využití uživatelského rozhraní Trinity Desktop Environment, což je fork rozhraní KDE 3.5. Druhá verze obsahuje KDE Plasma 5. Balíčkovacím systémem distribuce je APT. Vývoj systému začal v roce 2014, když byla ukončena podpora systému Windows XP – distribuce obsahuje plugin XPQ4, který uživatelům volitelně zprostředkovává právě vzhled starších Windows.